# Поль (дворянский род)
Поль (Полль, von Polle/Poll) — дворянский род.

## Происхождение и история рода
Кардинал Поль бежал из Англии во времена короля Генриха VIII в Швейцарию.
Иван Иванович фон Полль, немец, шведский подданный, родился на о. Эзеле. При императрице Екатерине II он поступил в русскую военную службу и участвовал во русско-турецкой войне, по окончании которой за отличия в сражениях был награждён (1791) значительным участком земли в Верхнеднепровском уезде Екатеринославской губернии, близ речки Мокрой Суры. Его сын (от брака с Маламой), Николай Иванович, был женат на дочери помещика Полетики, праправнучке Малороссийского наказного гетмана Павла Полуботка; у них в 1832 году родился Александр Николаевич — российский археолог, писатель, общественный деятель, предприниматель.
К этому остзейскому роду принадлежат также:
- Поль, Кристиан Фридрих (1672—1748) — риттершафтсгауптман эзельского рыцарства (предводитель дворянства Эзельского уезда).
- Поль, Иван Лаврентьевич (1768—1840) — российский командир эпохи наполеоновских войн, генерал-майор;

Последними живыми потомками рода являются:
- Беата фон Поль (1967—) — немецкий предприниматель, основательница сети агентств недвижимости[1]
- Кристиан фон Поль (1970—) — со-основатель von Poll Immobilien;
- Кирилл фон Полль (1984—) — канадско-швейцарский финансист[2];

## Описание герба
В серебряном поле лазоревая волнообразная перевязь вправо, сопровождаемая двумя червлеными розами.
Щит увенчан дворянскими шлемом и короною. Нашлемник: три петушиных пера. Намет: справа — червленый, с серебром, слева лазоревый с серебром. Герб рода Поль (Иван и его сыновья: полковник Петр и подпоручик Николай) внесён в Часть 11 Общего гербовника дворянских родов Всероссийской империи, стр. 153.

## Топонимика
- От представителя рода, землевладельца, морского офицера и изобретателя Сергея Андреевича Поля, участника Крымской войны., происходит название села Сергей-Поле Лазаревского района города Сочи.